# Old Basing
Old Basing är en ort i Storbritannien.   Den ligger i grevskapet Hampshire och riksdelen England, i den södra delen av landet, 70 km väster om huvudstaden London. Old Basing ligger 79 meter över havet och antalet invånare är 3 876.
Terrängen runt Old Basing är platt. Runt Old Basing är det tätbefolkat, med 397 invånare per kvadratkilometer. Närmaste större samhälle är Basingstoke, 3,8 km väster om Old Basing. Trakten runt Old Basing består till största delen av jordbruksmark.